# تشيبي غونزاليس
تشيبي غونزاليس (بالإسبانية: José Jaime González)‏ ولد بتاريخ 28 يوليو 1968 في كولومبيا، هو دراج كولومبي سابق في صنف سباق الدراجات على الطريق.

## سجل النتائج

### سباقات أو مراحل فاز بها
- طواف فرنسا
- طواف إيطاليا

## وصلات خارجية
- الموقع الرسمي

## روابط خارجية
- تشيبي غونزاليس على موقع أرشيف الدراجات (الإنجليزية)
- تشيبي غونزاليس على موقع إحصائيات الدراجات الإحترافية (الإنجليزية)
- تشيبي غونزاليس على موقع CycleBase (الإنجليزية)